# Статуя Минервы (Гвадалахара)
Статуя Минервы, римской богини мудрости и стратегической войны, установлена в кольцевом фонтане в Гвадалахаре, в мексиканском штате Халиско. Это бронзовая скульптура, поддерживаемая большим пьедесталом с именами 18 известных горожан. Статуя имеет черты лица, характерные для местных жителей, и держит копьё и щит. На пьедестале, помимо имён, выгравирована фраза «Пусть правосудие, мудрость и сила охраняют этот верный город». Изначально статуя была раскритикована горожанами, но со временем стала символом города.

## Описание и история
Статуя, ставшая достопримечательностью города, была создана между 1956 и 1957 годами по заказу губернатора штата Агустина Яньеса. Она представляет римскую богиню мудрости и стратегической войны Минерву. Яньес хотел, чтобы Гвадалахара была признана «Афинами Мексики». Статуя была открыта 15 сентября 1957 года.
Это бронзовая скульптура, созданная Хоакином Ариасом и Педро Медина Гусманом, которые отлили её в Агуаскальентесе; архитектором был Хулио де ла Пенья. На Минерве позднеримский коньковый шлем, её грудь покрыта эгидой из козьей шкуры. Она держит копьё в правой руке и щит в левой. Её лицо имеет местные черты, Ариас изменил проект, в котором изначально требовалась греческая фигура. Ариас смоделировал статую по образцу известных женщин Халиско, которых он фотографировал. По слухам, черты лица основаны на облике жены Яньеса. Стоимость проекта составила 1 250 000 долларов США, из которых 75 000 долларов достались Ариасу.
Высота статуи 8 метров, вес 4,5 тонны. У её ног написан лозунг «Justicia, Sabiduría y Fortaleza, custodian a esta leal Ciudad». Постамент высотой 25 метров в длину и 3 метра в высоту исписан именами 18 известных граждан. В символическом смысле статуя охраняет город. Вписаны следующие 18 имён:
- Francisco Javier Gamboa
- Valentín Gómez Farías
- José Justo Corro
- Mariano Otero
- Ignacio L. Vallarta
- Pedro Ogazón
- Matías de la Mota Padilla
- Luis Pérez Verdía
- Andrés Cavo
- Fernando Calderón
- José María Vigil
- José López Portillo y Rojas
- Enrique González Martínez
- Manuel López Cotilla
- Salvador García Diego
- Pablo Gutiérrez
- Jacobo Gálvez
- Manuel Gómez Ibarra

Статуя полая, реставрировалась в 2021 году, так как на её копьё, колене и туловище были обнаружены трещины.

## Восприятие
Первоначально статуя была воспринята жителями города неблагоприятно, так как они считали, что она не представляет богиню должным образом. Мнение со временем изменилось на положительное, статуя стала популярным местом в городе. Историк Беттина Монти Коломбани нашла комментарий, в котором говорилось: «Если мода на раскрашивание статуй продолжится, вскоре мы превратим автохтонную Минерву в „зелёную индейку“». Монти Коломбани также обнаружила, что впервые статуя стала частью городских мероприятий в 1987 году, когда группа болельщиков футбольного клуба Гвадалахара праздновала рядом с ней победу команды. Они также пытались одеть её в футболку команды.